# Mosquée Errahma de Mont-de-Marsan
La mosquée Errahma est un lieu de culte musulman situé sur la commune de Mont-de-Marsan, chef-lieu du département français des Landes.

## Présentation
La mosquée Errahma (مسجد الرحمة en arabe) est située 262 avenue du Capitaine Michel Lespine, dans le quartier du Peyrouat de Saint-Jean-d'Août à Mont-de-Marsan. Sa capacité d'accueil est d'environ 650 personnes.

### Historique
La construction de la mosquée Errahma (signifiant « miséricorde » en arabe) mobilise la communauté musulmane de Mont-de-Marsan. Celle-ci rachète en 2000 un hangar grâce aux dons de fidèles et réalise pendant près de vingt ans des travaux de réaménagement. Des bénévoles, appartenant à différents corps de métier du bâtiment, participent au chantier, seules la menuiserie, l'électricité et la coupole nécessitent le recours à des entreprises externes spécialisées.
En 2012, le rez-de-chaussée est achevé. Il comporte la salle de prière des hommes, une autre pour les ablutions, une cuisine et ses sanitaires. En 2019, l'étage ouvre à son tour au public. Il comporte la salle de prière des femmes et deux salles de classe pour les cours d'arabe.

### Architecture
Les éléments de son ornementation comportent des arabesques en staff sur les murs de la salle de prière, de la faïence de Casablanca, une balustrade en moucharabieh à l'étage et une coupole richement décorée. Pour la réalisation de cette dernière, un professionnel a créé un moulage en résine et a ajouté une structure métallique pour permettre à un staffeur d’y appliquer la décoration.